# Myotis australis
Myotis australis är en fladdermusart som först beskrevs av George Edward Dobson 1878.  Myotis australis ingår i släktet Myotis och familjen läderlappar. IUCN kategoriserar arten globalt som otillräckligt studerad. Inga underarter finns listade i Catalogue of Life.
Denna fladdermus hittades enligt den ursprungliga beskrivningen i delstaten New South Wales i Australien. Under nyare tider upptäcktes bara ett exemplar till som kanske tillhör Myotis australis. Andra zoologer antar att arten är identisk med Myotis muricola.